# Хейн, Яан
Яан Хейн (эст. Jaan Hein; 10 марта 1961, Таллин, Эстонская ССР) — эстонский дипломат.
Сын военнослужащего. В 1985 г. окончил философский факультет Ленинградский государственный университет. В 1991 г. — Институт истории Европы в Майнце, (Германия), в 1994 г. — Женевский Институт международных отношений (Швейцария), Институт Гувера при Стэнфордском университете (Калифорния, США).
Преподавал в Таллинском техническом университете. С 1992 года — на дипломатической работе.
В 1992—1994 годах работал советником, директором отделения Центральной и Восточной Европы политического департамента МИД Эстонии, в 1994—1997 годах — советник по политическим и оборонным вопросам посольства Эстонии в Москве. В 1997—2000 гг. — советник отдела политического планирования, в 2000—2003 гг. — временный поверенный в делах посольства Эстонии в Праге, в 2003—2006 гг. — директор бюро Восточной Европы и Центральной Азии политического департамента.
В 2006—2011 годах — Чрезвычайный и Полномочный посол Эстонии на Украине, в Грузии и Молдавии.
С сентября 2011 года работал послом Эстонии в Казахстане. С того же года по совместительству является послом в Кыргызстане и Туркменистане, а с 2012 года — в Таджикистане.